# Intermezzo (film 1939)
Intermezzo (Intermezzo: A Love Story) è un film del 1939 diretto da Gregory Ratoff.

## Trama
Holger Brandt, violinista sposato e padre di due figli, tornando a casa dopo una lunga tournée conosce Anita Hoffman, l'insegnante di pianoforte di sua figlia Annamaria, e le propone di fargli da accompagnatrice. Fra i due nasce una relazione sentimentale e il musicista abbandona la famiglia per lei. Ma proprio Annamaria, che rischia di morire a causa di un incidente, lo costringerà a tornare e a dimenticare la storia d'amore.

## Distribuzione
Venne distribuito dall'United Artists e fu presentato a New York il 6 ottobre 1939.
Il film uscì nelle sale italiane nel dicembre 1941 e rimase nelle sale per quasi tutto il 1942, distribuito dalla Generalcine. Nel 1947 venne ridistribuito dalla E.N.I.C. col titolo Addio per sempre (Intermezzo). Venne distribuito una terza volta, col primo titolo Intermezzo, nel 1958 dalla Globe Films International; in occasione di questa riedizione il film venne ridoppiato, doppiaggio sempre utilizzato in seguito nelle messe in onda televisive e per il mercato di distribuzione su supporti casalinghi. Il primo doppiaggio risulta al momento irreperibile.

## Critica
"...è un'appassionata storia d'amore che mantiene ancora oggi tutta la sua forza grazie alla grande prova della Bergman." (Mereghetti)

## Edizione italiana e azioni legali
In data 8 luglio 1952 la casa produttrice del film, la Selznick International Pictures, dispose che tutto il materiale cinematografico delle versioni italiane di sua produzione venisse depositato presso la società Ital Atlantic Express a Roma, tra cui il negativo di Intermezzo. Successivamente nel maggio 1953 la Selznick depositò presso la stessa società altro materiale recuperato a Torino in seguito ad azione giudiziaria espletata per inibirne la distribuzione abusiva; tra questi 10 copie di Intermezzo. Tali copie, ritenute in gravi condizioni di deteriorazione dalla società italiana, vennero dalla stessa distrutte col permesso della casa di produzione. Circa un anno dopo, la Selznick richiese alla Ital Atlantic Express la consegna del negativo in lingua italiana per l'utilizzo commerciale, ma con sua sorpresa dovette apprendere che a causa di un errore di uno degli impiegati della Ital Atlantic Express, questo era stato distrutto, contrariamente alle istruzioni della casa produttrice, insieme alle copie positive fuori uso.
Poiché le lunghe trattative con l'Ital Atlantic Express per il risarcimento del danno non portarono ad un amichevole componimento della vertenza, la Selznick International Pictures intentò una causa civile verso la società italiana presso il Tribunale di Roma. A causa di questo avvenuto, il doppiaggio italiano originale del 1941 andò perduto, per cui, al termine dell'esito giudiziario, si dovette procedere alla creazione di un nuovo doppiaggio.

## Curiosità
- L'opera è un remake del film omonimo diretto da Gustaf Molander tre anni prima, che vedeva Ingrid Bergman nello stesso ruolo di protagonista.
- Si tratta della prima pellicola girata a Hollywood dalla Bergman che era stata preannunciata come l'erede di Greta Garbo poiché anche lei proveniente dalla Svezia.